# Нижнемасловский сельский округ
Нижнемасловский сельский округ — упразднённая административно-территориальная единица, существовавшая на территории Луховицкого района Московской области в 1994—2006 годах.
Нижнемасловский сельсовет был образован в первые годы советской власти. До 1929 года он входил в состав Зарайского уезда Рязанской губернии.
В 1929 году Нижнемасловский с/с был отнесён к Луховицкому району Коломенского округа Московской области.
8 января 1931 года Луховицкий и Белоомутский районы объединились в Горкинский район, куда вошёл и Нижнемасловский с/с.
11 мая 1931 года Горкинский район был переименован в Луховицкий район.
17 июля 1939 года к Нижнемасловскому с/с было присоединено селение Долгомостьево упразднённого Долгомостьевского с/с.
14 июня 1954 года к Нижнемасловскому с/с был присоединён Кареевский с/с.
1 февраля 1963 года Луховицкий район был упразднён и Нижнемасловский с/с вошёл в Коломенский сельский район. 11 января 1965 года Нижнемасловский с/с был возвращён в восстановленный Луховицкий район.
3 февраля 1994 года Нижнемасловский с/с был преобразован в Нижнемасловский сельский округ.
В ходе муниципальной реформы 2004—2005 годов Нижнемасловский сельский округ прекратил своё существование как муниципальная единица. При этом его селения были переданы в Сельское поселение Газопроводское.
29 ноября 2006 года Нижнемасловский сельский округ исключён из учётных данных административно-территориальных и территориальных единиц Московской области.